# Polidoro (re di Sparta)
Polidoro (in greco antico: Πολύδωρος?, Polýdoros; Sparta, ... – 665 a.C. circa) è stato un re di Sparta della dinastia degli Agiadi.
Secondo Pausania ed Erodoto era figlio del predecessore Alcamene e padre del successore Euricrate. 
Sotto il suo regno, secondo Pausania, gli Spartani avrebbero fondato le colonie di Crotone e Locri Epizefiri: una notizia non confermata dalle altre fonti, nata probabilmente dai rapporti che queste città (colonie rispettivamente achea e locrese) avevano avuto con il mondo dorico. 
Polidoro, insieme al collega Teopompo, della dinastia Euripontide, proseguì la prima guerra messenica e accrebbe i poteri dei re e della gherusia a danno dell'apella.